# Fousseyni Cissé
Fousseyni Cissé, né le 17 juillet 1989 à Paris, est un footballeur français évoluant au poste d'attaquant.

## Biographie
D'origine sénégalaise[réf. nécessaire], Fousseyni Cissé est le deuxième enfant d'une famille de cinq enfants et a grandi dans le 15e arrondissement de Marseille dans la cité du Plan d'Aou.
Détecté par Franco Torchia à l'Olympique Noisy-le-Sec, il rejoint Le Mans UC 72. En juillet 2009, il signe son premier contrat professionnel avec son club formateur pour une durée d'un an et il fait ses débuts professionnels lors du match contre le Nîmes Olympique en Coupe de la Ligue le 23 septembre 2009. N'entrant en jeu que lors du temps additionnel de la seconde mi-temps, il marque également à l'occasion de ce match son premier but en professionnel à la 93e minute. Le 17 octobre 2009, il fait sa première apparition en Ligue 1 en étant titulaire pour le match contre l'US Boulogne.
Il est sélectionné avec l'équipe de France des moins de 20 ans pour disputer les Jeux de la Francophonie au Liban. Le 28 septembre 2009, pour sa première sélection, il marque le seul but français contre le Sénégal (1-1) .
En août 2013, Fousseyni Cissé signe dans le club suisse du FC Sion (première division). Il y porte alors le numéro 9.
À la reprise de l'entraînement début janvier 2015, il manque à l'appel et se voit alors sanctionné financièrement par son club. Après seulement une dizaine de rencontres, il est prêté à l'AC Arles-Avignon fin janvier et ce, jusqu'à la fin de la saison. Il inscrit son premier but sous les couleurs arlésiennes lors de la 25e journée de championnat de Ligue 2, offrant ainsi la victoire aux siens face au Stade brestois 29.
Sans club depuis son départ de l'UE Sant Julià, Fousseyni Cissé qui est retourné vivre dans la Sarthe est approché par le Sablé FC, pensionnaire de National 3. Il signe avec le club au début du mois d'août 2020. Après une première saison de reprise tronquée par les effets de la pandémie de Covid-19, il se blesse au début de l'exercice 2021-2022 et quitte le club à l'été 2022 en raccrochant ses crampons

## Statistiques
| Saison                | Club                    | Championnat           | Championnat | Championnat | Coupe nationale | Coupe nationale | Coupe de la Ligue | Coupe de la Ligue | Compétition(s) continentale(s) | Compétition(s) continentale(s) | Compétition(s) continentale(s) | Total | Total |
| Saison                | Club                    | Division              | M.          | B.          | M.              | B.              | M.                | B.                | Comp.                          | M.                             | B.                             | M.    | B.    |
| 2009-2010             | Le Mans UC 72           | Ligue 1               | 9           | 0           | 1               | 0               | 1                 | 1                 | -                              | -                              | -                              | 11    | 1     |
| 2010-2011             | Le Mans UC 72           | Ligue 2               | 34          | 4           | 4               | 2               | 1                 | 1                 | -                              | -                              | -                              | 39    | 7     |
| 2011-2012             | Le Mans UC 72           | Ligue 2               | 20          | 1           | 1               | 0               | 5                 | 1                 | -                              | -                              | -                              | 26    | 2     |
| 2012-2013             | Le Mans UC 72           | Ligue 2               | 21          | 5           | 1               | 0               | 1                 | 0                 | -                              | -                              | -                              | 23    | 5     |
| Sous-total            | Sous-total              | Sous-total            | 84          | 10          | 7               | 2               | 8                 | 3                 | -                              | -                              | -                              | 99    | 15    |
| 2013-2014             | FC Sion                 | Super League          | 5           | 0           | 0               | 0               | -                 | -                 | -                              | -                              | -                              | 5     | 0     |
| 2014-2015             | FC Sion                 | Super League          | 4           | 0           | 1               | 0               | -                 | -                 | -                              | -                              | -                              | 5     | 0     |
| Sous-total            | Sous-total              | Sous-total            | 9           | 0           | 1               | 0               | 0                 | 0                 | -                              | -                              | -                              | 10    | 0     |
| 2014-2015             | AC Arles-Avignon (prêt) | Ligue 2               | 14          | 3           | -               | -               | -                 | -                 | -                              | -                              | -                              | 14    | 3     |
| 2018-2019             | UE Sant Julià           | Primera Divisió       | 24          | 6           | 2               | 1               | -                 | -                 | C3                             | 1                              | 0                              | 27    | 7     |
| 2020-2021             | Sablé FC                | National 3            | 3           | 2           | 3               | 1               | -                 | -                 | -                              | -                              | -                              | 6     | 3     |
| 2021-2022             | Sablé FC                | National 3            | 0           | 0           | 0               | 0               | -                 | -                 | -                              | -                              | -                              | 0     | 0     |
| Sous-total            | Sous-total              | Sous-total            | 3           | 2           | 3               | 1               | -                 | -                 | -                              | -                              | -                              | 6     | 3     |
| Total sur la carrière | Total sur la carrière   | Total sur la carrière | 134         | 21          | 8               | 2               | 8                 | 3                 | -                              | 1                              | 0                              | 151   | 26    |